# Гузар Ольга Захарівна

Ольга Гузар, до 1943 року

Ольга Захарівна Павлюх, у шлюбі Гузар (нар. 31 грудня 1885, Відень, Австрія — пом. 1945 ?) — діячка українського жіночого руху на Буковині, авторка місцевих часописів.

## Біографія
Народилась 31 грудня 1885 року у Відні (Австрія), в родині греко-католиків генерала Захарія та Августи Павлюхів (нім. Pawluch) і походила з прадавнього українського шляхетного роду. Здобула освіту — чотири класи ліцею. Після нового призначення батька з родиною переїхала до Чернівців. Тут одружилася з відомим у прогресивних українських колах лікарем, вихідцем з Галичини, Володимиром Євгеновичем Гузаром.

### Діяльність
Ольга Гузар була багаторічною головою товариства «Жіноча громада Буковини» і активною учасницею (певний час керівницею) жіночого релігійно-доброчинного товариства «Мироносиці». Обидва товариства були засновані в Чернівцях за сприяння українського товариства «Руська Бесіда», що вважається першою іскрою національної свідомості і національного відродження буковинських українців; товариство «Мироносиці» було засноване у 1886 році, «Жіноча громада» — у 1906 році.
Згідно з шематизмом по товариствах Буковини метою діяльності «Мироносиць» було сприяння процвітанню греко-католицької церкви, підтримка бідних дівчат греко-католицького віровизнання, а метою діяльності товариства «Жіноча громада Буковини» було піднесення національної свідомості, культури і добробуту українського народу, виховання і піднесення рівня освіти українських жінок. Діяльність цих товариств мала загалом культурно-просвітницький та доброчинний характер і велась в напрямах: створення дитячих дошкільних закладів, так званих «захоронок»; організація дівчачих бурс; влаштування «курсів крою та шиття», «курсів з подолання неписьменності», курсів з виготовлення виробів за народними мотивами; збирання та організацією виставок народного художньо-ужиткового мистецтва; читання лекцій і доповідей, влаштування літературних вечорів та ін. з метою збору коштів на благодійні цілі; надання матеріальної допомоги сиротам та вбогим дівчатам, дітям. Товариство «Жіноча громада» розширювало свою діяльність на села та містечка Буковини і мало 14 філій у провінції.
У 1925 році Ольга Гузар взяла участь у з'їзді жінок в Бухаресті, де виступила з промовою. Промова викликала велике зацікавлення преси. Завдяки їй буковинські українки відчули, що їхнє жіноцтво відіграє важливу роль в збереженні нації. Це дало поштовх до створення нових жіночих товариств, зокрема, «Співучого товариства українок» та інших.
2 лютого 1929 року у Чернівцях відбувся перший з'їзд жінок Буковини, скликаний головою товариства «Жіноча громада» Ольгою Гузар. Серед найважливіших завдань, дотичних до справ освіти й виховання, делегатки визнали створення Жіночого національного фонду, який мав стати матеріальною базою для відкриття українських приватних дитячих садків, «сиротинця», жіночої майстерні, інтернату для дівчат, влаштування курсів для читання і письма для дітей, що в умовах румунізації буковинського державного шкільництва не мали змоги вивчати рідну мову.
Не все заплановане вдалося здійснити, плани були порушені у зв'язку із встановленням наприкінці червня 1940 року московсько-совєтської влади СCСР та з початком у 1941 році у краї воєнних дій Другої світової війни і відновлення румунської окупації північної частини Буковини.

### Арешт
7 лютого 1942 року Ольгу Гузар було заарештовано Чернівецьким обласним інспекторатом поліції. На допитах вона засвідчила, що отримувала інформацію про оунівську діяльність мельниківців і бандерівців від Ореста Зибачинського, підтримувала стосунки з Іваном Григоровичем, якого знала протягом багатьох років, оскільки він приятелював з її сином; читала націоналістичну газету «Наступ»; влітку 1941 року отримала в подарунок 4 примірника видання «Мельник-Тризуб». Проте вона категорично заперечувала свою причетність до розмножування націоналістичних маніфестів і листівок. За вироком Ясського військового трибуналу від 2 квітня 1943 р. була засуджена до 3 років позбавлення волі та відправлена відбувати покарання у виправну тюрму в Міслі. На цьому слід громадської діячки в документах Чернівецького архіву обривається.
Є відомості, що Ольга Гузар померла у 1945 році у місцях позбавлення волі.

## Пам'ять
- У 1991 році на честь Ольги Гузар у Чернівцях перейменовано одну з вулиць і відкрито меморіальну дошку.